# Skt. Klemensskolen
Skt. Klemensskolen er en skole den sydlige del af Odense, Danmark. Skolen går fra SFO, helt op til 9. klasse. I starten af 2020 gik der 430 elever, på skolen. Skolen har 2 OBS klasser..
Skolen arbejder med materialet Fri for mobberi (Mary Fonden, Red Barnet).